# Politica estera di Augusto

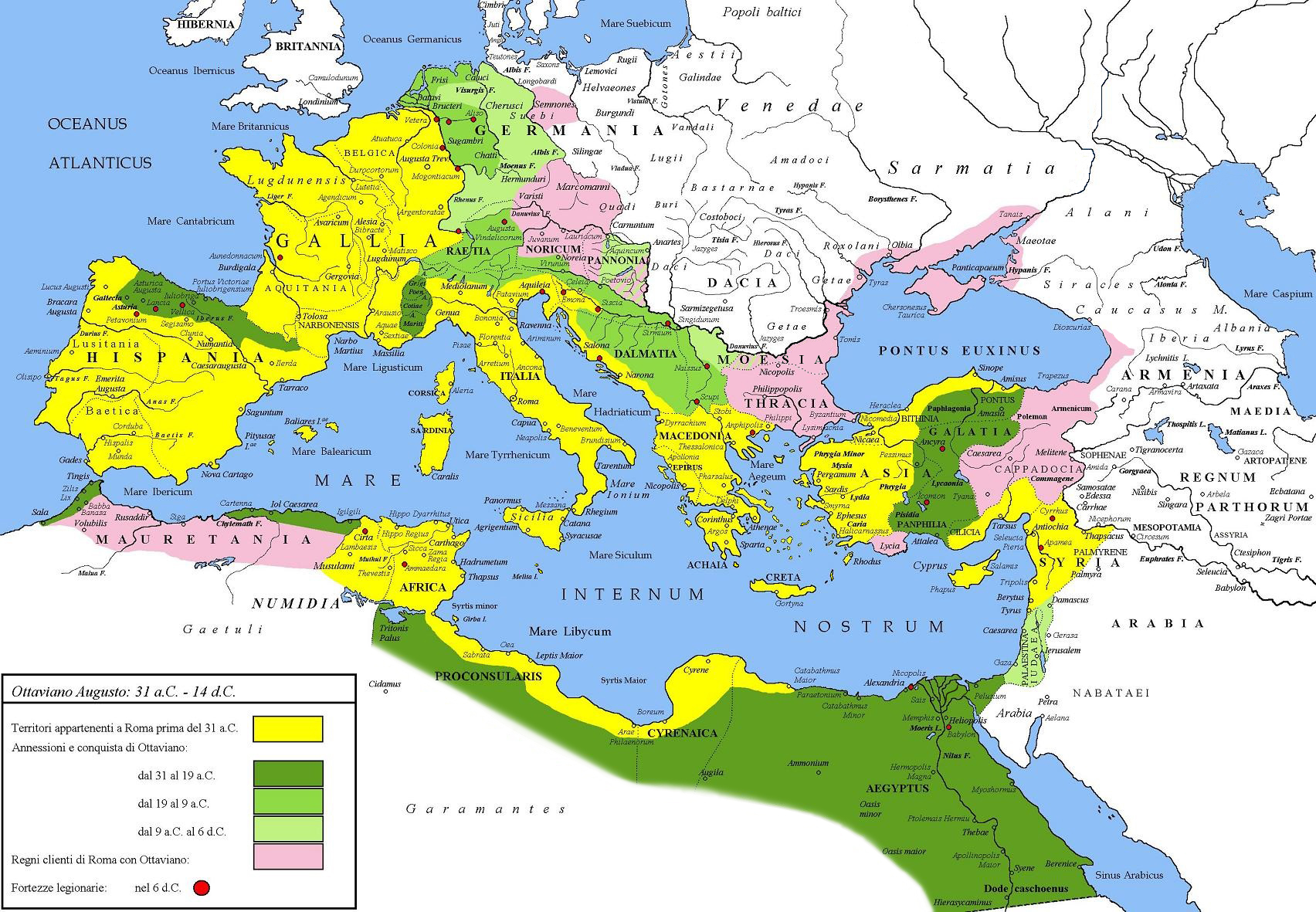
Le conquiste di Augusto fino al 6, prima della disfatta di Varo nella selva di Teutoburgo.

Per politica estera di Augusto, si intendono tutti gli eventi politici e, di conseguenza, militari o diplomatici messi in atto dal primo imperatore romano, Ottaviano Augusto, dopo la trasformazione dello Stato da repubblica a principato.

## Contesto storico
Quasi a dispetto dell'indole apparentemente pacifica di Augusto, il suo principato fu più travagliato da guerre di quanto non lo siano stati quelli della maggior parte dei suoi successori. Solo Traiano e Marco Aurelio si trovarono a lottare contemporaneamente su più fronti, al pari di Augusto.
Sotto Augusto, infatti, furono coinvolte quasi tutte le frontiere, dall'oceano settentrionale fino alle rive del Ponto, dalle montagne della Cantabria fino al deserto dell'Etiopia, in un piano strategico preordinato che prevedeva il completamento delle conquiste lungo l'intero bacino del Mediterraneo e in Europa, con lo spostamento dei confini più a nord lungo il Danubio e più ad est lungo l'Elba (in sostituzione del Reno).
(Svetonio, Augustus, 20)
(Svetonio, Augustus, 21.)
Le campagne di Augusto furono effettuate con il fine di consolidare le conquiste disorganiche dell'età repubblicana, le quali rendevano indispensabili numerose annessioni di nuovi territori. Mentre l'Oriente poté rimanere più o meno come Antonio e Pompeo lo avevano lasciato, in Europa fra il Reno e il Mar Nero fu necessaria una nuova riorganizzazione territoriale in modo da garantire una stabilità interna e, contemporaneamente, frontiere più difendibili.
Gli storici contemporanei si sono spesso trovati d'accordo nel negare le qualità militari di Augusto, insistendo sul fatto che raramente egli andò personalmente sui campi di battaglia. Questo è quanto ci tramanda Svetonio:
(Svetonio, Augustus, 20)
Aurelio Vittore, ricordando una tradizione antica, diede di questo principe un ritratto più lusinghiero. Egli si dimostrò, invece un abilissimo uomo politico e geniale stratega, forse l'esatto contrario di ciò che fu Annibale: validissimo generale e tattico, ma con una dubbia visione politico-strategica del suo tempo, accecata dall'odio per i Romani.

### Riorganizzazione dell'esercito

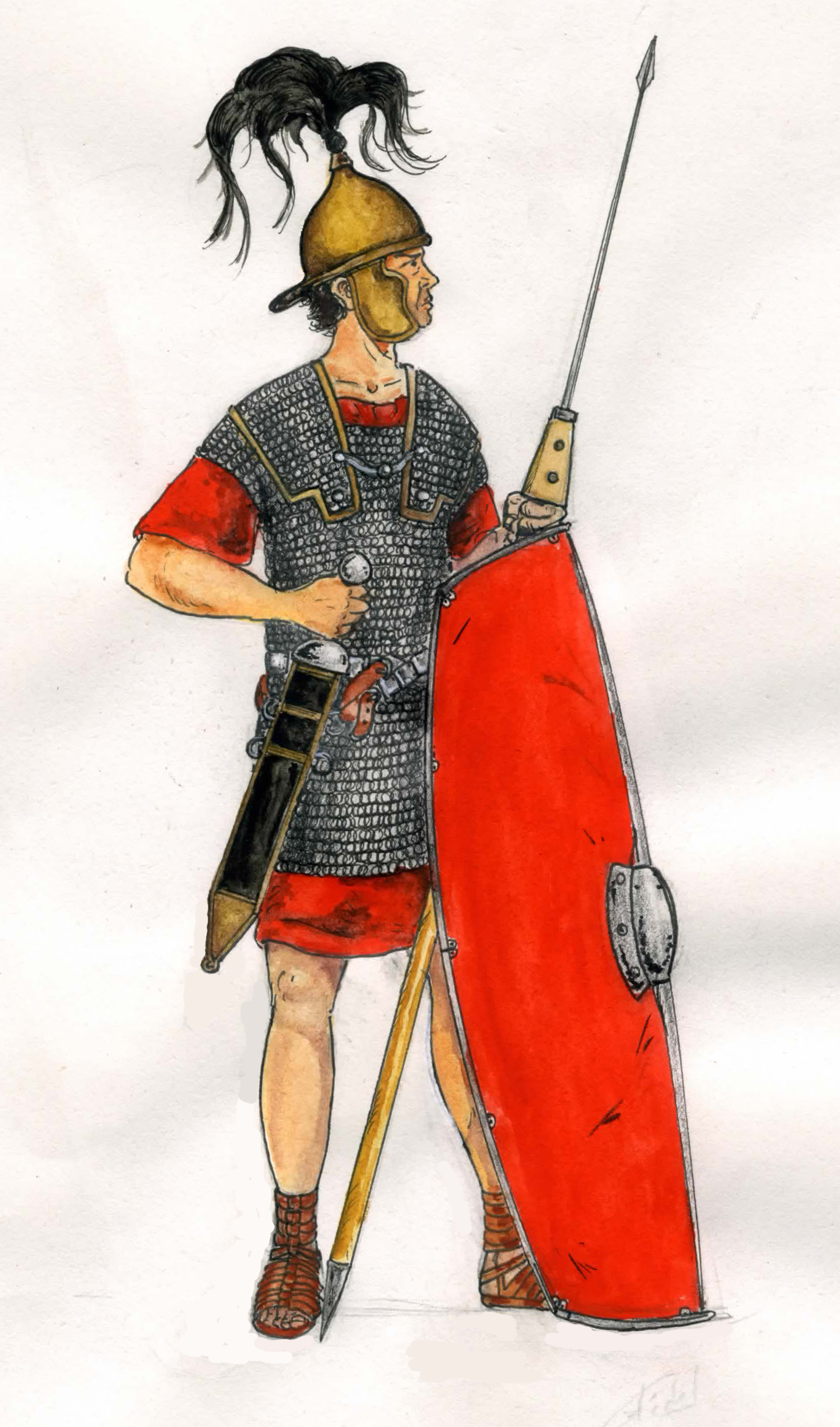
Il legionario ai tempi dell'imperatore Augusto.

Augusto, prima di intraprendere le conquiste territoriali, riorganizzò l'esercito legionario e ausiliario, distribuendolo nella province. Introdusse un esercito permanente di volontari, disposti a servire inizialmente per sedici anni, e poi per vent'anni dal 6, unicamente dipendente da lui; istituì un cursus honorum anche per coloro che aspiravano a ricoprire i più alti incarichi nella gerarchia dell'esercito, con l'introduzione di generali professionisti, non più comandanti inesperti mandati allo sbaraglio nelle province di confine; creò l'aerarium militare.
(Svetonio, Augustus, 24)
Delle legioni sopravvissute alla guerra civile, 28 rimasero dopo Azio, e 25 dopo la disfatta di Teutoburgo; vennero istituite le ali di cavalleria e le coorti di fanteria (o misti) di auxilia provinciali, traendoli da volontari non-cittadini, desiderosi di diventare cittadini romani al termine della ferma militare (della durata di 20-25 anni). In totale erano circa 340 000 uomini, di cui 140 000 servivano nelle legioni. Furono formate anche le coorti pretoriane e urbane (di Roma, Cartagine, Lione e d'Italia) e dei Vigili di Roma; la flotta imperiale divisa in squadre a Ravenna, Miseno (in precedenza posta a Portus Iulius presso Pozzuoli) e Forum Iulii, e quelle provinciali di Siria e Egitto, e le flottiglie fluviali su Reno, Danubio e Sava.

## Nuove acquisizioni territoriali
Ronald Syme scrive che «Roma, sotto le vesti di portatrice di pace, durante il Principato di Augusto, intraprese una politica razionale e sostenuta di conquista in Europa». Il compito più arduo era quello di completare la sottomissione dell'area centrale dell'Impero romano, vale a dire la sottomissione dell'Illyricum e dei Balcani, avanzando con la frontiera verso nord, fino al Danubio.

### Sottomissione delle "aree interne"

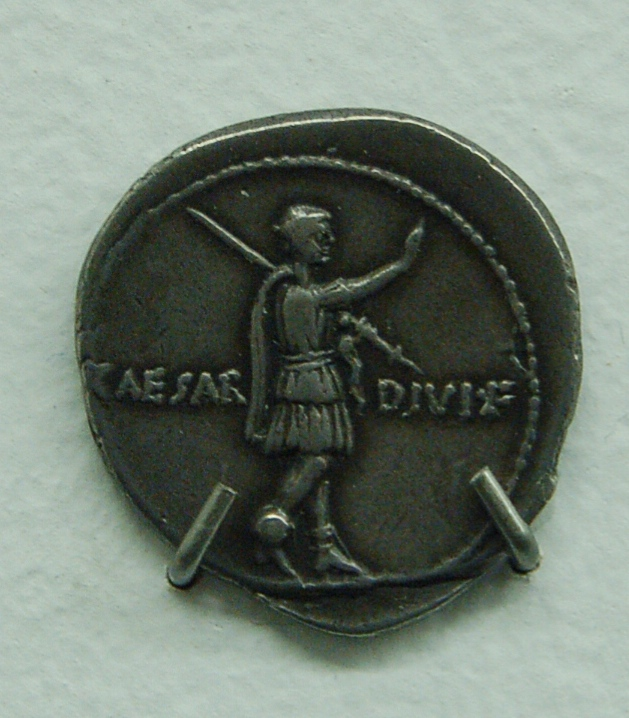
Augusto raffigurato su una moneta in tenuta militare, durante una adlocutio

Prima di tutto, Augusto in persona si dedicò, con l'aiuto di Agrippa, a portare a compimento una volta per tutte la sottomissione di quelle "aree interne" all'impero non ancora conquistate completamente.
La parte nord-ovest della penisola iberica, che ormai creava problemi da decenni, fu condotta sotto il dominio romano, dopo una serie di pesanti campagne militari in Cantabria durate 10 anni (dal 29 al 19 a.C.), l'impiego di numerose legioni (ben sette) insieme ad un numero altrettanto elevato di ausiliari, oltre alla presenza dello stesso Ottaviano sul teatro delle operazioni (nel 26 e 25 a.C.). La vicina Aquitania fu, intanto, percorsa dalle truppe di Marco Valerio Messalla Corvino che vi riportava l'ordine turbato dagli indigeni nel 28 a.C.
La conquista dell'arco alpino, per dare maggior sicurezza interna ai valichi e alle relazioni fra Gallia e Italia: nel 26-25 a.C. furono sottomessi i Salassi con la fondazione di Augusta Praetoria (Aosta); nel 23 Tridentium (Trento) fu fortificata; nel 16 furono vinti i Camuni della Val Camonica e le tribù della Val Venosta; nel 14 i Liguri Comati delle Alpi sudoccidentali erano in parte sottoposti ai praefecti civitatum, in parte aggiunti al vicino regno di Cozio che faceva centro sull'odierna Valle di Susa. Divenuto egli stesso prefetto, anche se solo formalmente, strinse un patto di alleanza ricordato dall'Arco di Augusto eretto a Segusium, attuale Susa, capitale di quello che sarebbe poi divenuta in seguito Regno delle Alpes Cottiae. Questi successi sulle tribù dell'arco alpino furono commemorati con l'erezione del celebre trofeo di La Turbie lungo la via Iulia Augusta, al confine tra l'Italia romana e la Gallia Narbonense.
Ma fu la frontiera dell'Europa continentale che preoccupò Augusto più di ogni altro settore strategico. Essa comprendeva due settori principali: quello danubiano e quello renano.

### Frontiera danubiana

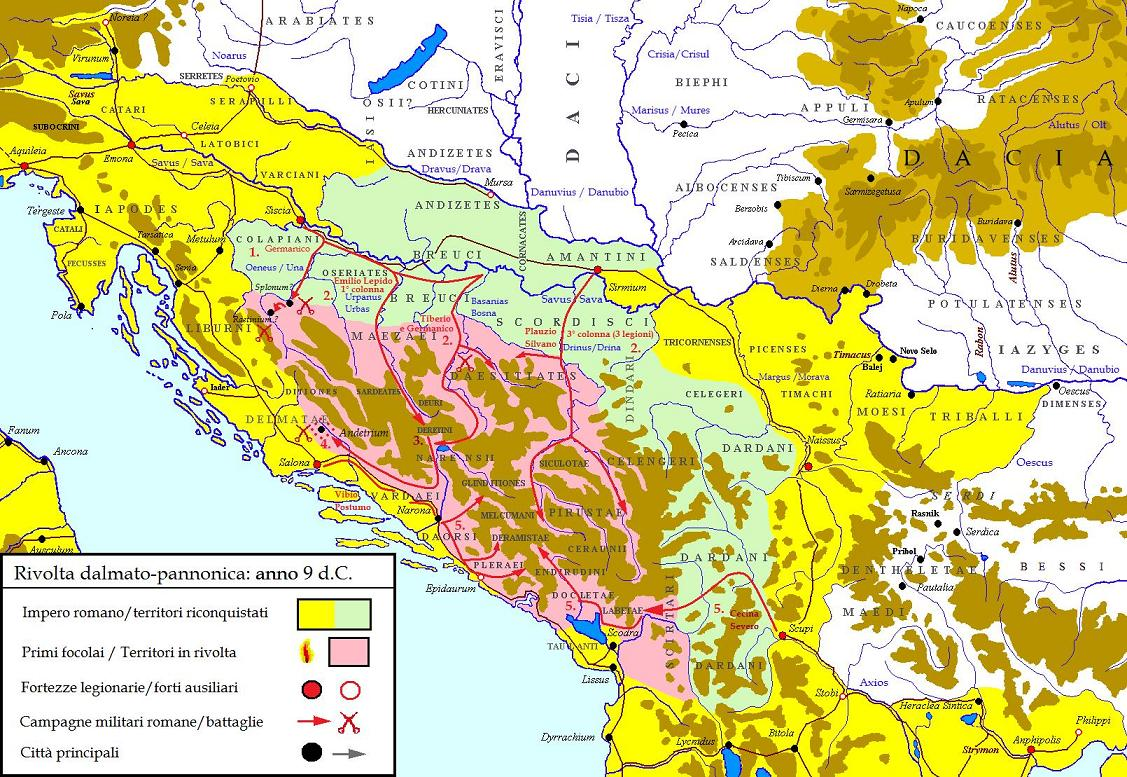
Al termine della rivolta dalmato-pannonica del 6-9, tutti i territori dell'area illirica a sud del fiume Drava furono sotto il definitivo controllo romano.

Le province senatorie dell'Illyricum e della Macedonia avevano una frontiera insicura composta da poche legioni, i cui fianchi erano protetti, a nord dal regno del Norico, mentre ad est dal regno degli Odrisi di Tracia.
Publio Silio Nerva, governatore dell'Illirico, tra il 17 e il 16 a.C., riuscì a portare a termine la conquista del fronte alpino orientale, oltre al Norico meridionale, ottenendo una forma di vassallaggio da parte del regno del Norico settentrionale (popolazione dei Taurisci). I figliastri di Augusto, Druso e Tiberio, nel 15 a.C., sottomisero la Rezia, Vindelicia e Vallis Poenina, con un'operazione "a tenaglia", il primo proveniente dal Brennero e il secondo dalla Gallia.
Dal 29 al 19 a.C. si procedette ad azioni combinate insieme ai re "clienti" traci, contro le popolazioni pannoniche, mesie, sarmatiche, getiche e bastarne fino ai confini macedoni. Il primo ad intraprendere campagne nell'area balcanica fu il proconsole di Macedonia, Marco Licinio Crasso, in quale batté ripetutamente le popolazioni di Mesi, Triballi, Geti e Daci (nel 29 e 28 a.C.). Attorno al 16-15 a.C. i Bessi vennero ricacciati dalla frontiera macedone, mentre le colonie greche tra le bocche del Danubio e del Tyras chiesero la protezione di Roma; dal 14 al 9 a.C. i legati di Dalmazia e Macedonia, sotto l'alto comando prima di Agrippa e poi di Tiberio, domarono Scordisci (sottomessi da Tiberio nel 12 a.C.), Dalmati e Pannoni e respinsero le scorrerie di Bastarni, Sarmati e Daci d'oltre Danubio, mentre Pannonia e Dalmazia furono finalmente condotte sotto il dominio romano. I Traci, da poco ribellatisi, furono pesantemente sconfitti dal proconsole di Galazia e Panfilia, il consolare Lucio Calpurnio Pisone, in tre feroci campagne (12-10 a.C.), al termine delle quali era loro imposto un protettorato, da parte di Roma, sia sul regno di Tracia, sia su quello di Crimea e del Ponto.
Dopo un quindicennio di relativa tranquillità, nel 6, il settore danubiano tornò ad essere agitato. I Dalmati si ribellarono, e con loro anche i Breuci di Pannonia, mentre Daci e Sarmati compirono scorrerie in Mesia. Fu necessario sospendere ogni nuovo tentativo di conquista a nord del Danubio per sopprimere questa rivolta durata per ben tre anni, dal 6 al 9. Tiberio, in questo modo, fissò definitivamente il confine dell'area illirica al fiume Drava.

### Frontiera renana eGermania Magna

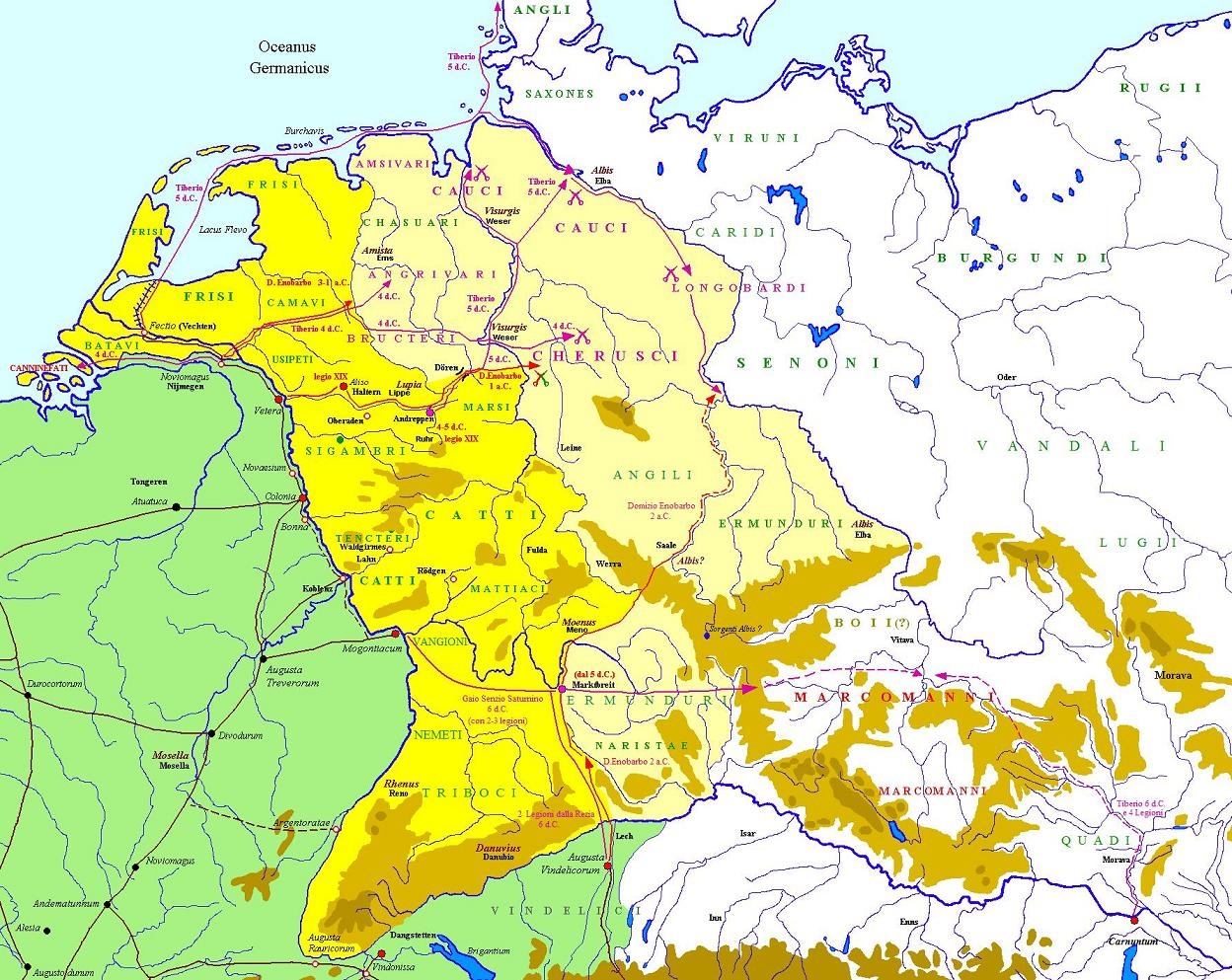
Le campagne germaniche di Domizio Enobarbo del (3-1 a.C.), di Tiberio e del suo legato, Gneo Senzio Saturnino, del 4-6.

Le popolazioni germaniche avevano più volte tentato di passare il Reno: nel 38 a.C. (anno in cui gli alleati germani, Ubi, furono trasferiti in territorio romano) e nel 29 a.C. i Suebi, mentre nel 17 a.C. i Sigambri, insieme a Usipeti e Tencteri (clades lolliana). Augusto ritenne fosse giunto il momento di annettere la Germania, come aveva fatto suo padre Gaio Giulio Cesare con la Gallia. Desiderava portare i confini dell'Impero romano più ad est, dal fiume Reno al fiume Elba. Il motivo era di ordine prettamente strategico, più che di natura economico-commerciale. Si trattava infatti di territori acquitrinosi e ricoperti da interminabili foreste ma il fiume Elba avrebbe ridotto notevolmente i confini esterni dell'impero. Contemporaneamente si dovette operare anche sul fronte danubiano nell'area illirica per completare questo progetto. Dopo la morte di Agrippa, il comando delle operazioni fu diviso tra i due figliastri dell'imperatore, Tiberio e Druso maggiore. Toccò a quest'ultimo il gravoso compito di operare in Germania.
Le campagne che si susseguirono furono numerose, discontinue, e durarono per circa un ventennio dal 12 a.C. al 6 portando alla costituzione della nuova provincia di Germania con l'insediamento di numerose fortezze legionarie (ad Haltern, l'antica Aliso sede amministrativa provinciale, Oberaden e Anreppen lungo il fiume Lippe; oltre a Marktbreit sul Meno). Tutti i territori conquistati in questo ventennio furono definitivamente compromessi quando nel 7 Augusto inviò in Germania Publio Quintilio Varo, sprovvisto di doti diplomatiche e militari, oltreché ignaro delle genti e dei luoghi. Nel 9 un esercito di 20.000 uomini composto da tre legioni venne massacrato nella selva di Teutoburgo, portando alla definitiva perdita di tutta la zona tra il Reno e l'Elba. Svetonio ricorda infatti che non subì che due gravi ed ignominiose sconfitte, entrambe in Germania:
(Svetonio, Augustus, 23)
Era necessaria una reazione militare da parte dell'impero romano. Non si doveva concedere ai Germani di prendere coraggio e invadere i territori della Gallia Comata e dell'Italia stessa. Augusto ordinò a Tiberio di mettere in sicurezza il Reno con tre nuove campagne militari (dal 10 al 13). Secondo alcuni storici moderni come Werner Eck, parte dei territori della provincia di Germania, acquisiti prima della disfatta di Varo, tornarono sotto il dominio romano. Si tratterebbe dei territori compresi tra i fiumi Reno e Weser, lungo la Lippe, oltre a quelli lungo la costa del Mare del Nord e a sud del fiume Meno fino al Danubio:
(Velleio Patercolo, II, 120.1-2.)
(Velleio Patercolo, II, 121.)
(Augusto, Res gestae divi Augusti.)
Augusto concesse, quindi, al suo miglior generale e futuro erede, il meritato trionfo. L'ultimo atto di Augusto concernente la Germania fu la nomina di Germanico Giulio Cesare a capo delle truppe stazionate in Germania, in sostituzione di Tiberio. Germanico avrebbe, poco dopo la morte di Augusto, sconfitto Arminio nella Battaglia di Idistaviso e recuperato le insegne romane perdute da Varo. Tuttavia, per questioni strategiche e per non correre ulteriori rischi, il confine con la Germania Magna fu riportato sul Reno.

### Frontiera africana

La provincia romana d'Egitto durante la conquista romana, al tempo dell'imperatore Augusto.

La frontiera meridionale africana, per finire, poneva problemi diversi nei suoi settori orientale e occidentale.
Ad oriente, dopo la conquista nel 30 a.C., l'Egitto divenne la prima provincia imperiale, retta da un prefetto di rango equestre, il prefetto d'Egitto, a cui Ottaviano aveva delegato il proprio imperium sul paese, con ben tre legioni di stanza (III Cyrenaica, VI Ferrata e XXII Deiotariana). L'Egitto costituì negli anni seguenti una base di partenza strategica per spedizioni lontane; il primo prefetto, Cornelio Gallo, dovette reprimere un'insurrezione nel sud dell'Egitto, Elio Gallo esplorò l'Arabia Felix, Gaio Petronio si spinse in direzione dell'Etiopia (25-22 a.C.) fino alla sua capitale.
Ad occidente la provincia d'Africa e la Cirenaica conobbero due guerre: fra il 32 e il 20 a.C. contro i Garamanti dell'attuale Libia, mentre fra il 14 a.C. e il 6 d.C. fu la volta dei Nasamoni della Tripolitania, dei Musulami della regione di Theveste, dei Getuli e dei Marmaridi delle coste mediterranee centrali.

## Azioni diplomatiche

### Frontiera orientale

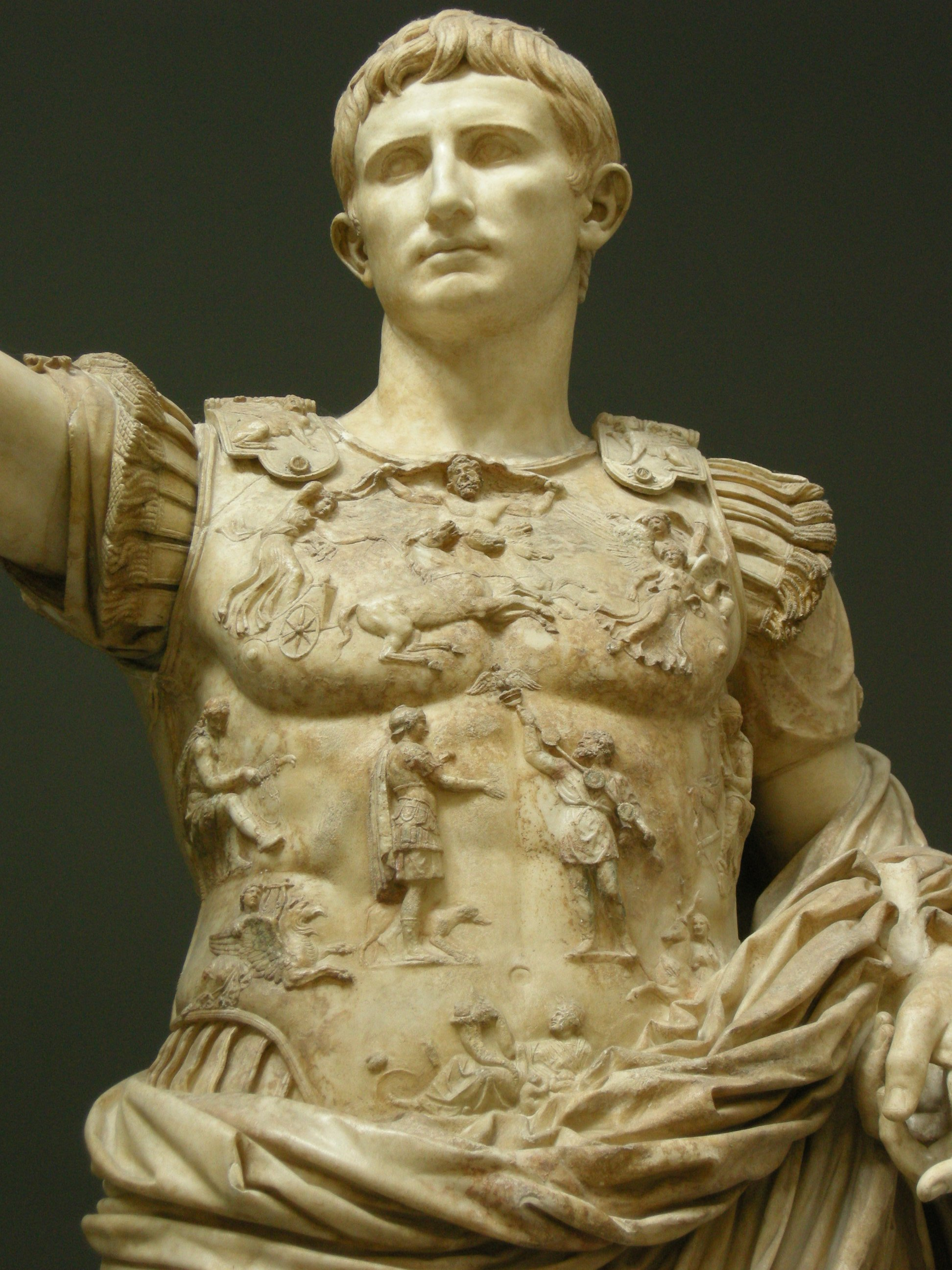
Dettaglio dell'Augusto loricato o "di Prima Porta", statua dell'imperatore Augusto, ritratto in tenuta militare da parata. Sulla corazza è rappresentata la scena della consegna delle insegne legionarie di Marco Licinio Crasso da parte del re dei Parti, Fraate IV

La presenza di Augusto in Oriente subito dopo la battaglia di Azio, nel 30-29 a.C. e dal 22 al 19 a.C., oltre a quella di Agrippa fra il 23-21 a.C. e ancora tra il 16-13 a.C., dimostrava l'importanza di questo settore strategico. Fu necessario raggiungere un modus vivendi con la Partia, l'unica potenza in grado di creare problemi a Roma in Asia Minore. Per questi motivi la politica di Augusto si differenziò in base a due aree strategiche dell'Oriente antico.
Ad occidente dell'Eufrate, dove Augusto provò ad inglobare alcuni stati vassalli, trasformandoli in province, come la Galazia di Aminta nel 25 a.C., o la Giudea di Erode Archelao nel 6; rafforzò vecchie alleanze con re locali, divenuti "re clienti di Roma", come accadde ad Archelao, re di Cappadocia, ad Asandro re del Bosforo Cimmerio, e a Polemone I re del Ponto, o ai sovrani di Emesa e Iturea.
Ad oriente dell'Eufrate, in Armenia, Partia e Media, Augusto ebbe come obbiettivo quello di ottenere la maggiore ingerenza politica senza intervenire con dispendiose azioni militari. Ottaviano mirò infatti a risolvere il conflitto con i Parti in modo diplomatico, con la restituzione nel 20 a.C., da parte del re parto Fraate IV, delle insegne perdute da Crasso nella battaglia di Carre del 53 a.C. Augusto avrebbe potuto rivolgersi contro la Partia per vendicare le sconfitte subite da Crasso e da Antonio, al contrario ritenne invece possibile una coesistenza pacifica dei due imperi, con l'Eufrate come confine per le reciproche aree di influenza.
Di fatto entrambi gli imperi avevano più da perdere da una sconfitta, di quanto potessero realisticamente sperare di guadagnare da una vittoria. Infatti, durante tutto il suo lungo principato, Augusto concentrò i suoi principali sforzi militari in Europa. Il punto cruciale in Oriente era, però, costituito dal Regno d'Armenia che, a causa della sua posizione geografica, era da un cinquantennio oggetto di contesa fra Roma e la Partia. Egli mirò a fare dell'Armenia uno stato-cuscinetto romano, con l'insediamento di un re gradito a Roma, e se necessario imposto con la forza delle armi, come avvenne nel 2 d.C. quando, di fronte ad una possibile invasione romana dell'Armenia, Fraate V riconobbe la preminenza romana davanti a Gaio Cesare, mandato in missione da Augusto.

### Nuovo sistema clientelare
I Romani intuirono che il compito di governare e di civilizzare un gran numero di genti contemporaneamente era pressoché impossibile, e che sarebbe risultato più semplice un piano di annessione graduale, lasciando l'organizzazione provvisoria affidata a principi nati e cresciuti nel paese d'origine. Nacque quindi la figura dei re clienti, la cui funzione era quella di promuovere lo sviluppo politico ed economico dei loro regni, favorendone la civilizzazione e l'economia. Augusto, infatti, dopo essersi impadronito per diritto di guerra (belli iure) di numerosi regni, quasi sempre li restituì agli stessi governanti a cui li aveva sottratti oppure li assegnò a principi stranieri. Riuscì anche ad unire all'Impero i re alleati attraverso legami di parentela.
Si preoccupò di questi regni come se fossero parte del sistema provinciale imperiale, giungendo ad assegnare a principi troppo giovani o inesperti un consigliere, in attesa che crescessero e maturassero; allevando ed educando i figli di molti re, affinché molti di loro tornassero nei loro territori a governare come alleati del popolo romano. In seguito, quando i regni raggiungevano un livello di sviluppo accettabile, essi potevano essere incorporati come nuove province o parti di esse. Le condizioni di stato vassallo-cliente erano, dunque, di natura transitoria.
Tale disegno politico fu applicato all'Armenia, alla Giudea (fino al 6 d.C.), alla Tracia, alla Mauretania e alla Cappadocia. A questi re clienti fu lasciata piena libertà nell'amministrazione interna, e probabilmente non furono tenuti a pagare tributi regolari, ma dovevano provvedere a fornire truppe alleate al bisogno oltre a concordare preventivamente la loro politica estera con l'imperatore. Svetonio aggiunge che:
(Svetonio, Augustus, 60.)